# لويد كاستن
لويد كاستن (بالإنجليزية: Lloyd Kasten)‏ هو باحث في الرومانسية وأستاذ جامعي أمريكي، ولد في 14 أبريل 1905 في ووترتاون في الولايات المتحدة، وتوفي في 13 ديسمبر 1999.